# Hipônico (filho de Cálias, filho de Fênipo)
Hipônico (português brasileiro) ou Hipónico (português europeu) foi um dos atenienses de nome Hipônico, pertencente à família dos Cérices, conhecida por sua riqueza. Hipônico I era filho de Cálias I, filho de Fênipo. Ele foi o pai de Cálias II.
Segundo Ateneu, que o chama de Hipônico Ammon, havia na Erétria, cidade da Eubeia, um homem chamado de Diomnestos, que era o tesoureiro do estratego. Quando houve a primeira invasão dos persas, que iniciou o ataque à Eubeia, Diomnestos escondeu o tesouro em sua casa; como todos foram mortos, Diomnestos ficou com a posse total do dinheiro. Quando houve uma nova expedição dos persas contra Erétria, a família de Diomnestos enviou a fortuna para ser guardada por Hipônico Ammon, filho de Cálias, na sua casa, em Atenas. Quando os persas exilaram todos os habitantes de Erétria, Hipônico e Cálias se tornaram os guardiães de uma grande quantia em dinheiro.
Foi por causa do tamanho da fortuna que Hipônico, neto deste Hipônico, pediu aos atenienses que construíssem na Acrópole um lugar para guardar o dinheiro, porque não era seguro deixar este dinheiro em uma casa privada. Cálias, filho deste segundo Hipônico, esbanjou a fortuna com prazeres e aduladores, ao ponto de ter que viver apenas de necessidades básicas.
Árvore genealógica baseada no texto do artigo Cálias:
| Fênipo   |          |          |          |          |          |  |  |          |  |  |  |  |  |  |  |           |           |           |           |           |           |  |  |  |  |  |  |  |  |  |  |  |  |
|          |          |          |          |          |          |  |  |          |  |  |  |  |  |  |  |           |           |           |           |           |           |  |  |  |  |  |  |  |  |  |  |  |  |
| Cálias   |          |          |          |          |          |  |  |          |  |  |  |  |  |  |  |           |           |           |           |           |           |  |  |  |  |  |  |  |  |  |  |  |  |
|          |          |          |          |          |          |  |  |          |  |  |  |  |  |  |  |           |           |           |           |           |           |  |  |  |  |  |  |  |  |  |  |  |  |
| Hipônico | Hipônico | Hipônico | Hipônico | Hipônico | Hipônico |  |  |          |  |  |  |  |  |  |  | Milcíades | Milcíades | Milcíades | Milcíades | Milcíades | Milcíades |  |  |  |  |  |  |  |  |  |  |  |  |
| Hipônico | Hipônico | Hipônico | Hipônico | Hipônico | Hipônico |  |  |          |  |  |  |  |  |  |  | Milcíades | Milcíades | Milcíades | Milcíades | Milcíades | Milcíades |  |  |  |  |  |  |  |  |  |  |  |  |
| Cálias   | Cálias   | Cálias   | Cálias   | Cálias   | Cálias   |  |  |          |  |  |  |  |  |  |  | Elpinice  | Elpinice  | Elpinice  | Elpinice  | Elpinice  | Elpinice  |  |  |  |  |  |  |  |  |  |  |  |  |
| Cálias   | Cálias   | Cálias   | Cálias   | Cálias   | Cálias   |  |  |          |  |  |  |  |  |  |  | Elpinice  | Elpinice  | Elpinice  | Elpinice  | Elpinice  | Elpinice  |  |  |  |  |  |  |  |  |  |  |  |  |
|          |          |          |          |          |          |  |  |          |  |  |  |  |  |  |  |           |           |           |           |           |           |  |  |  |  |  |  |  |  |  |  |  |  |
|          |          |          |          |          |          |  |  | Hipônico |  |  |  |  |  |  |  |           |           |           |           |           |           |  |  |  |  |  |  |  |  |  |  |  |  |